# Liste der Gerichte in Apulien
Die Liste der Gerichte in Apulien dient der Aufnahme der staatlichen italienischen Gerichte der ordentlichen und besonderen Gerichtsbarkeit in der Region Apulien. Bis auf Weiteres sind nur Gerichtsorte angegeben.

## Ordentliche Gerichtsbarkeit
| Oberlandesgerichte        | Nachgeordnete (Landes-)Gerichte   | Friedensgerichte                                                     |
| ------------------------- | --------------------------------- | -------------------------------------------------------------------- |
| Bari                      | Bari                              | Altamura, Bari, Gravina in Puglia, Monopoli, Noci, Putignano         |
| Bari                      | Foggia                            | Cerignola, Foggia, Lucera, Manfredonia, San Severo, Trinitapoli      |
| Bari                      | Trani                             | Andria, Barletta, Bisceglie, Canosa di Puglia, Trani                 |
| Bari                      | Jugendgericht Bari                |                                                                      |
| Bari                      | Strafvollstreckungsgericht Bari   | (Strafvollstreckungsstellen Bari und Foggia)                         |
| Lecce                     | Brindisi                          | Brindisi                                                             |
| Lecce                     | Lecce                             | Alessano, Casarano, Gallipoli, Lecce, Maglie, Nardò, Tricase, Ugento |
| Lecce                     | Jugendgericht Lecce               |                                                                      |
| Lecce                     | Strafvollstreckungsgericht Lecce  | (Strafvollstreckungsstelle Lecce)                                    |
| Lecce, Außenstelle Tarent | Tarent                            | Ginosa, Manduria, Martina Franca, San Giorgio Ionico, Tarent         |
| Lecce, Außenstelle Tarent | Jugendgericht Tarent              |                                                                      |
| Lecce, Außenstelle Tarent | Strafvollstreckungsgericht Tarent | (Strafvollstreckungsstelle Tarent)                                   |

Bei den Landesgerichten werden Schwurgerichte eingerichtet, bei den Oberlandesgerichten (Corte d’appello) Schwurgerichte zweiter Instanz. Bei Oberlandesgerichten gibt es Generalstaatsanwaltschaften, bei den Landesgerichten und Jugendgerichten Staatsanwaltschaften.
Bei den Oberlandesgerichten Bari und Lecce sowie bei den Landesgerichten Bari und Lecce bestehen Kammern für Unternehmens-, Urheberrechts- oder Handelssachen.

## Besondere Gerichte
- Regionale Verwaltungsgerichtshöfe (TAR) in Bari und Lecce.
- Regionale Steuerkommission (Finanzgericht) in Bari.
  - Außenstellen in Foggia, Lecce und Tarent.
    - 5 nachgeordnete Provinz-Steuerkommissionen in Bari, Brindisi, Foggia, Lecce und Tarent.
- Das Gericht für öffentliche Gewässer in Neapel ist auch für Apulien zuständig.
- Außenstelle des Nationalen Rechnungshofes in Bari (hat den Status eines Gerichts).
- Das Militärgericht Bari wurde 2007 aufgelöst. Für Apulien ist das Militärgericht Neapel zuständig.
- Aufgaben der Verfassungsgerichtsbarkeit übernimmt das Verfassungsgericht in Rom.